# جامعة سابيس
جامعة سابيس هي جامعة أهلية مقرها في مدينة أربيل في إقليم كردستان، العراق.

## الكليات والأقسام
- كلية التربية
- كلية إدارة الأعمال
- كلية الهندسة التطبيقية، وتضم الأقسام التالية:
  - الميكانيك
  - الكومبيوتر والاتصالات
  - الكهرباء